# Músculo lingual superior

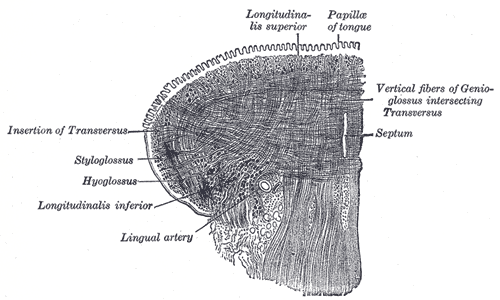
musculo lingual superior

El músculo lingual superior  es un músculo situado en la lengua; impar y central, constituido por dos porciones: central y lateral.
Se inserta por detrás en el repliegue glosoepiglótico y astas menores del hioides; por delante en la parte media y punta de la lengua.
Lo inerva el nervio hipogloso.
Elevador y retractor de la punta de la lengua.